# Rożanowo
Rożanowo (ros. Рожаново) – wieś (ros. деревня, trb. dieriewnia) w zachodniej Rosji, w osiedlu wiejskim Katynskoje rejonu smoleńskiego w obwodzie smoleńskim.

## Geografia
Miejscowość położona jest nad rzeką Wiazowija (dorzecze Dniepru), 4 km od drogi federalnej R120 (Orzeł – Briańsk – Smoleńsk – Witebsk), 7 km od drogi magistralnej M1 «Białoruś», 5 km od centrum administracyjnego osiedla wiejskiego (Katyń), 27 km od Smoleńska.
W granicach miejscowości znajduje się ulica Nowaja (39 posesji).

## Demografia
W 2010 r. miejscowość liczyła sobie 151 mieszkańców.